# Moon-sur-Elle
Moon-sur-Elle és un municipi francès situat al departament de la Manche i a la regió de Normandia. L'any 2007 tenia 841 habitants.

## Demografia

### Població
El 2007 la població de fet de Moon-sur-Elle era de 841 persones. Hi havia 328 famílies de les quals 84 eren unipersonals (48 homes vivint sols i 36 dones vivint soles), 92 parelles sense fills, 144 parelles amb fills i 8 famílies monoparentals amb fills.
La població ha evolucionat segons el següent gràfic:
Habitants censats

### Habitatges
El 2007 hi havia 398 habitatges, 336 eren l'habitatge principal de la família, 45 eren segones residències i 16 estaven desocupats. 385 eren cases i 10 eren apartaments. Dels 336 habitatges principals, 232 estaven ocupats pels seus propietaris, 99 estaven llogats i ocupats pels llogaters i 5 estaven cedits a títol gratuït; 4 tenien una cambra, 24 en tenien dues, 64 en tenien tres, 119 en tenien quatre i 125 en tenien cinc o més. 238 habitatges disposaven pel capbaix d'una plaça de pàrquing. A 160 habitatges hi havia un automòbil i a 135 n'hi havia dos o més.

### Piràmide de població
La piràmide de població per edats i sexe el 2009 era:
| Homes | Edats   | Dones |
| ----- | ------- | ----- |
| 0     | 95 o +  | 0     |
| 4     | 90 a 94 | 8     |
| 4     | 85 a 89 | 4     |
| 0     | 80 a 84 | 8     |
| 12    | 75 a 79 | 8     |
| 28    | 70 a 74 | 56    |
| 20    | 65 a 69 | 20    |
| 20    | 60 a 64 | 20    |
| 24    | 55 a 59 | 20    |
| 24    | 50 a 54 | 20    |
| 12    | 45 a 49 | 16    |
| 40    | 40 a 44 | 32    |
| 28    | 35 a 39 | 28    |
| 28    | 30 a 34 | 40    |
| 20    | 25 a 29 | 20    |
| 12    | 20 a 24 | 12    |
| 32    | 15 a 19 | 8     |
| 36    | 10 a 14 | 32    |
| 40    | 5 a 9   | 24    |
| 40    | 0 a 4   | 12    |

## Economia
El 2007 la població en edat de treballar era de 497 persones, 365 eren actives i 132 eren inactives. De les 365 persones actives 322 estaven ocupades (174 homes i 148 dones) i 43 estaven aturades (15 homes i 28 dones). De les 132 persones inactives 56 estaven jubilades, 44 estaven estudiant i 32 estaven classificades com a «altres inactius».

### Ingressos
El 2009 a Moon-sur-Elle hi havia 341 unitats fiscals que integraven 848 persones, la mediana anual d'ingressos fiscals per persona era de 14.784 €.

### Activitats econòmiques
Dels 13 establiments que hi havia el 2007, 1 era d'una empresa alimentària, 2 d'empreses de fabricació d'altres productes industrials, 2 d'empreses de construcció, 3 d'empreses de comerç i reparació d'automòbils, 1 d'una empresa d'hostatgeria i restauració, 1 d'una empresa financera, 1 d'una empresa de serveis i 2 d'empreses classificades com a «altres activitats de serveis».
Dels 3 establiments de servei als particulars que hi havia el 2009, 1 era una fusteria, 1 lampisteria i 1 perruqueria.
Dels 3 establiments comercials que hi havia el 2009, 1 era una gran superfície de material de bricolatge, 1 una botiga de menys de 120 m² i 1 una fleca.
L'any 2000 a Moon-sur-Elle hi havia 22 explotacions agrícoles que ocupaven un total de 693 hectàrees.

## Equipaments sanitaris i escolars
El 2009 hi havia una escola elemental.

## Poblacions més properes
El següent diagrama mostra les poblacions més properes.